# Cantherhines melanoides
Cantherhines melanoides  es una especie de peces de la familia Monacanthidae en el orden de los Tetraodontiformes.

## Hábitat
Es un pez de mar y de clima tropical y demersal.

## Distribución geográfica
Se encuentra en Queensland (Australia).

## Observaciones
Es inofensivo para los humanos.